# Caverna de Xanidar

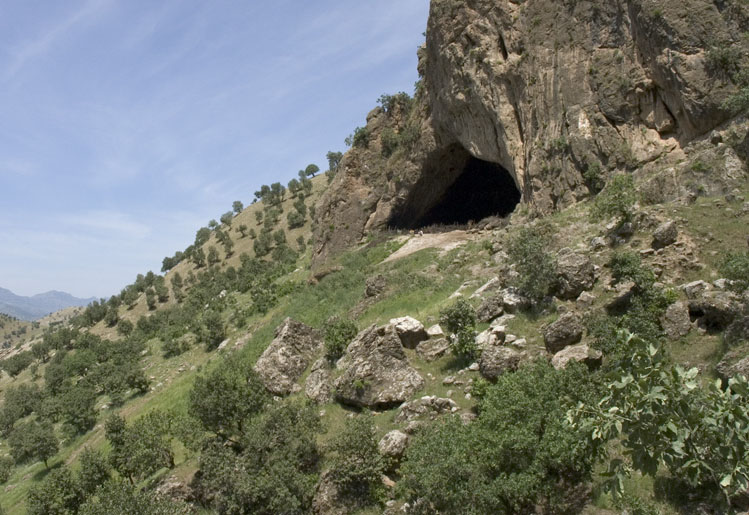
Entrada da caverna de Xanidar

A caverna de Xanidar (em árabe: كَهَف شانِدَر; romaniz.: kahf Xanidar; em curdo: Şaneder ou Zewî Çemî Şaneder) é um sítio arqueológico localizado na montanha Bradoste, no Curdistão iraquiano, no nordeste do Iraque. Ali foram encontrados os  restos de dez neandertais, datados de 35 mil a 65 mil anos atrás.
A caverna também contém dois cemitérios protoneolíticos mais tardios,  um datado de há aproximadamente 10 600 anos, com 35 indivíduos.
O mais conhecido dos neandertais é o Xanidar 1, que sobreviveu a diversos ferimentos durante sua vida, possivelmente devido a cuidados recebidos de outros membros de seu bando, e Xanidar 4, cujo corpo encontrava-se ao lado de uma flor, o que pode ser explicado tanto como ritual de enterro quanto contaminação animal.
O sítio localiza-se nos montes Zagros na província de Arbil e próximo ao vale do rio Grande Zabe.